# Ion Manole (violonist)
Ion Manole (n. 1920 – d. 6 mai 2002, Clejani, Giurgiu) a fost un lăutar, un membru important al Tarafului de Haiduci (Taraf de Haïdouks), o trupă de romi de la Clejani, România. A fost cunoscut sub alte nume de „Șaică” sau „Boșorogu”.
În martie 1988, la Geneva și la Paris, Taraful de haiduci lansează discul „Musique des Tsiganes de Valachie: Les lautari de Clejani”, eveniment dublat de prima ieșire a lăutarilor în Occident. Din grup făceau parte: Dumitru Baicu zis Cacurică,  Ion Manole zis Șaică, Niculai Neacșu, Petrică Manole zis Buzatu, Gheorghe Anghel zis Caliu, Gheorghe Fălcaru zis Fluierici.